# Капела бандуристів «Карпати» Українського товариства сліпих
Капе́ла бандури́стів «Карпа́ти» Украї́нського товари́ства сліпи́х (УТОС) — музичний колектив, який діє у Львові, єдиний у світі , в якому 70% бандуристів — інваліди зору.
Заснована при клубі Львівського навчально-виробничого підприємства УТОС у червні 1953 року для реабілітації інвалідів з вадами зору.
Фундатором капели був інвалід по зору Юрій Данилів, учень кобзаря Юрія Сінгалевича.
У 1958 році після своєї юридичної реабілітації капелу очолив Дмитро Котко.
У 1964 році за творчі успіхи колективу присвоєно почесне звання «Самодіяльна народна капела бандуристів».
Капела була постійним переможцем в усіх творчих змаганнях у системі УТОС.
До 1990 року — у статусі самодіяльного колективу, згодом як професійний колектив .

## Відзнаки
Учасники Капели відзначені почесними нагородами :
- Попов Ігор Олексійович — артист, заслужений артист України
- Тиравський Іван Іванович — артист, заслужений артист України
- Вовк Юліан Ярославович — художній керівник — головний диригент, заслужений діяч мистецтв України
- Мельник Віталій Сергійович — директор-розпорядник, артист, заслужений працівник культури України
- Хархаліс Ярослав Омелянович — концертмейстер, заслужений працівник культури України

## Цікаві факти
Нині в Україні є лише три професійні чоловічі капели бандуристів, але у такому складі, як Капела бандуристів «Карпати» УТОС, — це єдиний колектив у світі .